# 灰熊式突擊砲
灰熊式突擊砲（德文: Brummbär）是第二次世界大戰時期由德國所開發自走砲，德國方面的正式名稱為IV號突擊戰車（Sturmpanzer IV），制式編號為 Sd.Kfz.166。是以步兵支援為目的，以IV號戰車的底盤為基礎所製造出來的自走砲。
另外，雖然「灰熊式」聽起來符合德軍戰車向來以動物為名稱命名的慣例，但是目前大家所熟知的名稱並非由德軍所賦予的暱稱，反而是由盟軍的情報單位取的名字。徳軍士兵習慣上稱其為「Stupa」，是取Strumpanzer（突擊戰車）的簡稱。

## 開發過程概要
灰熊式是以IV號戰車為基礎來開發，而以伴隨步兵部隊前進，在戰場上（特別是城市戰鬥）中提供大口徑步兵砲的直接火力支援為目的所設計出來的。
在此之前所開發，以一號坦克與二號坦克、Panzer 38(t)的底盤上搭載15cmsIG 33步兵炮的各種自走砲在防御力方面都相當貧乏，而三號突擊砲則因主砲威力不足，並不適合這樣的角色。而在灰熊式之前，埃克特公司曾以III號戰車底盤上設置了厚重裝甲的完全密閉型戰鬥室，並搭載15cm步兵砲製造出33B型III號突擊步兵砲。一共生產了24輌，其中大半都在史達林格勒攻防戰中損失了。
而開發出33B型的埃克特公司、接下來便以四號坦克為基礎開發了新型的車輛，而其結果就是灰熊式。將由sIG33發展而來，使用相同彈藥的15cm 43式突擊榴砲（15cm Sturmhaubitze 43 L/12）裝載於固定戰鬥室之中。灰熊式與明顯感覺得出是戰時急造品的前作33B相比，擁有更厚重的裝甲。在初期、中期型裡，車内配有副武裝的MG34機槍與MP40衝鋒槍，可以艙口以及戰鬥室左右斜前方與側面、後面槍口來發射。可以因應來自敵方步兵的肉搏攻擊。
灰熊式與IV號戰車相比，由於主砲的搭載位置與厚重的前面裝甲而使得頭重腳輕（重心集中於前方）。更因為沒有砲搭，為了瞄準就必須讓車體左右旋轉，所以相較於戰車其傳動系統與變速箱的負荷也較大，比較容易故障。
從1943年12月起，則開始生產被稱為「中期型」的改良型車體。使用擁有厚度80mm的車體前方下部裝甲的IV號戰車H型底盤，搭載了新型輕量化版本的StuH 43/1 L/12（回收的初期型也會換裝此型主砲），並廢止與虎I式同樣駕駛用直視觀測窗，改採用潛望鏡來看前方。
而擁有全新的上部構造的「後期型」也從1944年4月開始生產，6月起底盤部分則變更採用IV號戰車J型款式。車體前面裝甲則改用單片式與車體同寬的裝甲板，以提高生產性。並且在左上方的凸出部分搭載了MG34機槍用的球型腳架。對於頭重腳輕的問題，前方的轉輪全都更換為鋼製（內側加入橡膠緩衝材料），以抑制磨耗。此款後期型在本系列中是生產數量最多的。

## 生產狀況
灰熊突擊砲的生產計劃在1943年5月下旬開始，但是從1943年12月才正式開始全速生產。包含全新生產以及由回收的IV號戰車體盤改裝而來的在內，從1943年3月到1945年3月，一共有298輛（一說306輛）IV式灰熊突擊砲被製造出來。
最初生產的部分是由既存IV號戰車E型以及F型所改裝而來的8輛、使用IV號戰車G型底盤全新製造的有52輛，之後就全部使用H型或是J型的底盤來加以生產。

## 戰績
灰熊式主要被編為216、217、218、219四個突擊砲大隊之中。
初期製造型的幾個缺點都解決之後，證明灰熊式是極為優秀的火力支援車輛。配備灰熊式的部隊在二戰後期均被當作「救火隊」，使用於敵軍攻擊最激烈的戰場中。